# Dipturus stenorhynchus
Dipturus stenorhynchus is een vissensoort uit de familie van de Rajidae. De wetenschappelijke naam van de soort is voor het eerst geldig gepubliceerd in 1967 door Wallace.